# Calycorectes grandifolius
Calycorectes grandifolius är en myrtenväxtart som beskrevs av Otto Karl Berg. Calycorectes grandifolius ingår i släktet Calycorectes och familjen myrtenväxter. Inga underarter finns listade i Catalogue of Life.